# Lützowstraße 3 (Hannover)
Lützowstraße 3 war die Anschrift des im 19. Jahrhundert in Hannover errichteten Gemeindehauses der Jüdischen Gemeinde Hannover, in dem auch die Israelitische Schule der Stadt untergebracht war. Das Gebäude wurde 1941 im Zuge der „Aktion Lauterbacher“ als eines von insgesamt 16 hannoverschen „Judenhäuser“ missbraucht. Unter derselben Adresse findet sich heute das Parkhaus Lützowstraße.

## Baubeschreibung
Das Gemeindehaus in Verbindung mit der Israelitischen Schule wurde 1875 durch den Baurat Edwin Oppler errichtet. Das Gebäude im Stil der Neugotik war ein „gut durchgeführter Backsteinbau“ aus roten Ziegeln mit braunen Glasuren und galt schon kurz nach seiner Fertigstellung als eine der architektonischen Sehenswürdigkeiten Hannovers.